# Università americana di Parigi
L'Università americana di Parigi è un'università di Parigi.

## Storia
Lloyd DeLamater (1922-2010), ex funzionario del Dipartimento di Stato degli USA, fondò l'American College nel 1962, inizialmente affittando le stanze del seminterrato della chiesa americana di Parigi.
Nello stesso anno, sua moglie Marie-Louise Viborel (1925) e Walter Brennan (1927-2012) istituirono il Cultural Program, per dare la possibilità agli studenti di compiere viaggi di studio, visite a spettacoli, musei e siti culturali.
Nel 1973 l'istituto fu accreditato per la prima volta dalla Middle States Association of Colleges and Schools.
Nel 1981 fu organizzato il primo partenariato con la Parsons School of Design e nel 1988 l'istituto cambiò nome con quello attuale.
Nel 2004 l'università fondò l'American International Consortium of Academic Libraries (AMICAL). Nel 2019 il Center for Critical Democracy Studies (CCDS) dell'ateneo ospitò con il Belfer Center dell'Harvard Kennedy School la Conferenza del Centenario di Parigi per celebrare la firma del patto di Versailles.